# 10776 Musashitomiyo
10776 Musashitomiyo este un asteroid din centura principală, descoperit pe 12 februarie 1991, de Masaru Arai și Hiroshi Mori.